# Museo civico di storia naturale di Milano
Il Museo civico di storia naturale di Milano  fu fondato nel 1838 ed è uno dei più importanti musei naturalistici d'Europa. Si trova all'interno dei giardini di Porta Venezia ed è parte del Polo musei scientifici del settore musei del Comune di Milano.

## Storia

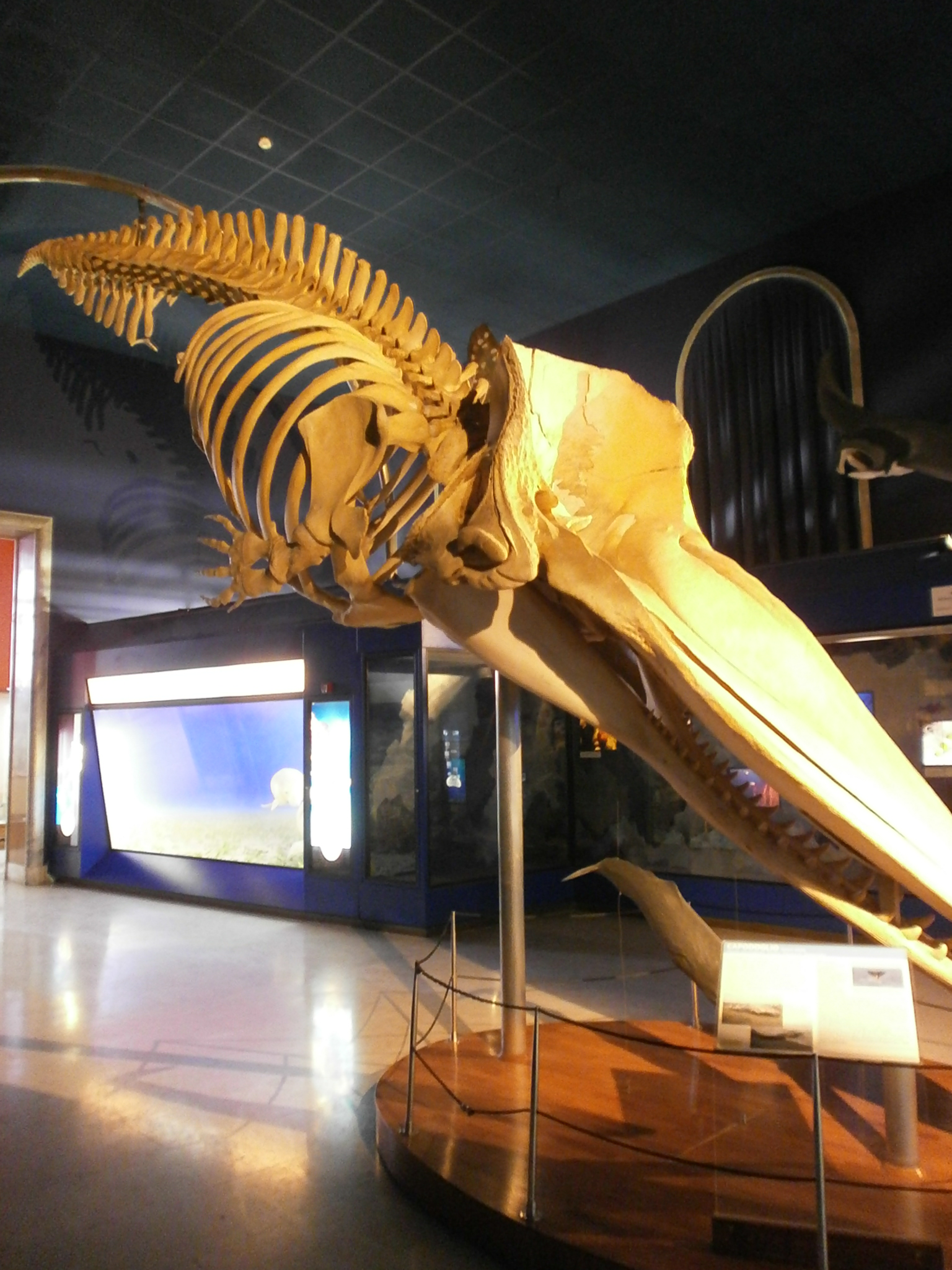
Scheletro di capodoglio.

Nel 1838 il Comune di Milano accolse la donazione del museo naturalistico privato del collezionista milanese Giuseppe De Cristoforis e del botanico di origine ungherese Giorgio Jan, costituito nel 1832 quale proprietà indivisa, nominando primo direttore del nuovo Museo civico di storia naturale lo stesso Jan, al quale veniva accordato un vitalizio annuo.
Il museo aprì al pubblico nel 1844 in occasione del VI Congresso degli Scienziati Italiani che quell'anno svolgeva i suoi lavori a Milano presieduto dal botanico conte Vitaliano Borromeo.
Fin dal primo regolamento del 1843 venne stabilito che il museo impartisse pubbliche lezioni di scienze naturali, questa funzione didattica si rafforzò nel 1863 con l'apertura dei corsi per l'istituto tecnico superiore (poi Politecnico di Milano) e nel 1875 con la partecipazione del museo al Consorzio degli istituti di istruzione superiore, articolata struttura formativa che diede origine nel 1924 all'Università degli Studi di Milano. Dal 1924 al 1938 ebbe sede in Museo la facoltà di Scienze naturali, Matematiche e Fisiche dell'Università Statale che, grazie ad una convenzione tra lo Stato e il Comune di Milano, poteva usufruire dei laboratori, delle collezioni, della biblioteca e del personale scientifico del Museo di storia naturale per le attività didattiche e di ricerca.
Il 14 febbraio 1943 il bombardamento aereo anglo-americano devastò tutte le coperture e i solai del palazzo, distruggendo circa metà dell'edificio dal lato del Planetario.
L'incendio derivante dal bombardamento, che durò tre giorni, distrusse buona parte del patrimonio scientifico del museo. L'ingente lascito in denaro del medico milanese Vittorio Ronchetti permise la ricostruzione del Museo. Le prime sale vennero riaperte al pubblico nel 1952, con alcuni allestimenti provvisori e la pianificazione di un programma di nuove acquisizioni al fine di ricostituire il patrimonio museale. Il museo venne inaugurato l'anno dopo. Vennero in seguito completati gli interni e ricostruita la facciata, la cui sistemazione si concluse nel 1956 con l'inserimento delle statue e dei pinnacoli.
Dal 1866 il museo ospita la Società italiana di scienze naturali, fondata nel 1857 come Società geologica residente in Milano. Il sodalizio scientifico portò nel 1893 alla cointestazione delle riviste scientifiche edite dalla Società e tuttora pubblicate insieme al Museo di storia naturale. Attualmente hanno sede presso il Museo di storia naturale di Milano anche il Gruppo Mineralogico Lombardo, il Gruppo Botanico Milanese e il Centro studi archeologia africana.

## Sede

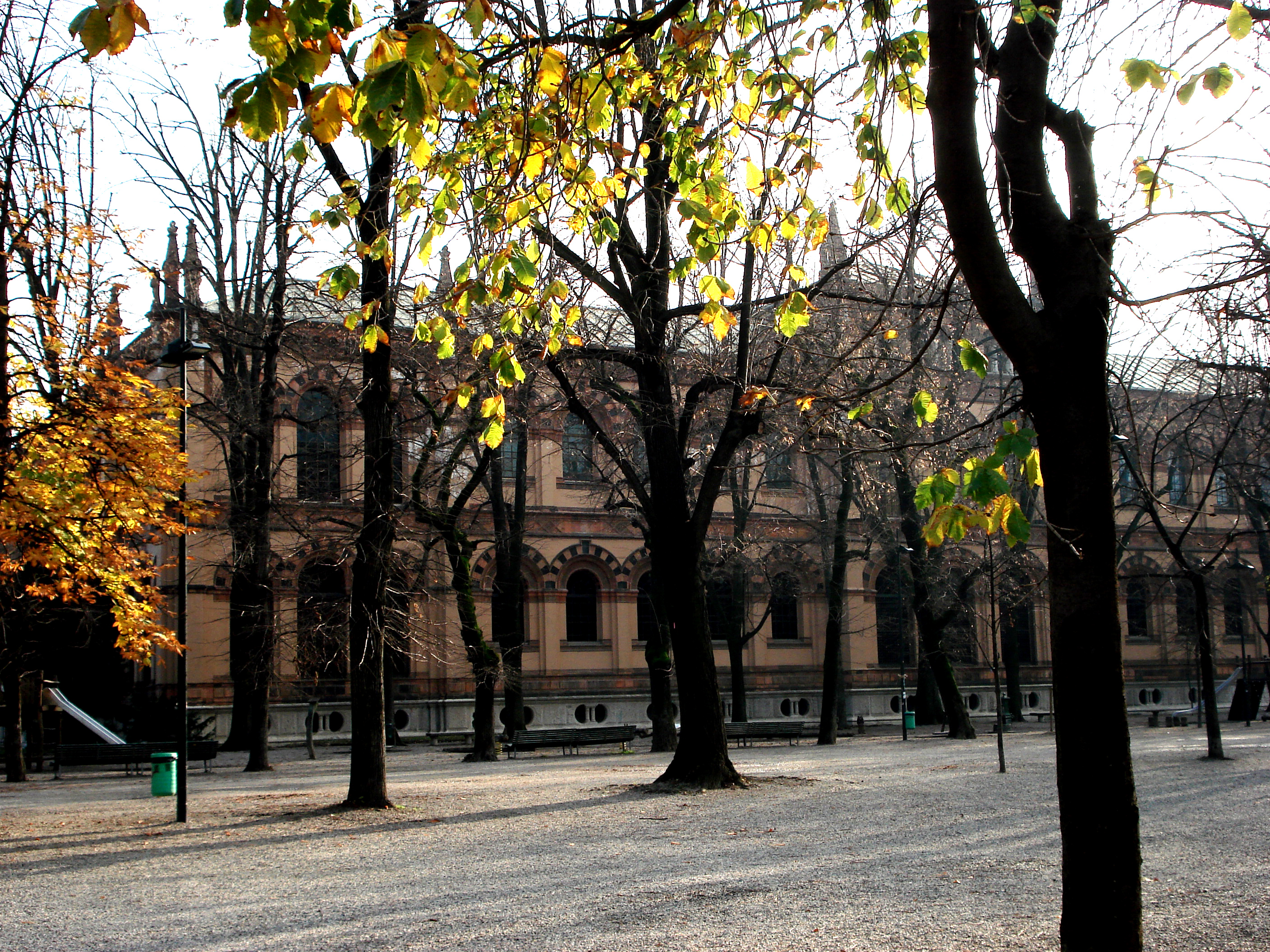
Facciata posteriore

Il Museo di storia naturale ha sede in un palazzo in stile neogotico appositamente edificato tra il 1888 e il 1893, su progetto dell'architetto Giovanni Ceruti, all'interno dei Giardini Pubblici di Porta Venezia. Dal 1863 aveva avuto sede nella villa settecentesca di Palazzo Dugnani, e prima ancora nell'ex convento di via Santa Marta. Il nuovo edificio del museo sorse con la risistemazione dei Giardini seguita alla grande Esposizione Nazionale di Milano del 1881 di cui lo stesso Ceruti era stato l'architetto e i cui padiglioni erano stati demoliti dopo la mostra.
Si tratta della prima architettura museale italiana, in un panorama nazionale ricco di edifici monumentali trasformati nel corso del tempo in sedi di musei. Lo stile neogotico del palazzo fa riferimento al grande successo avuto dal nuovo edificio del British Museum Natural History di Londra (1871-1881) mentre la pianta ad anello - tagliato da un corpo centrale - riproduce fedelmente la scelta operata per la nuova sede del Naturhistorisches Museum di Vienna (1872-1891). Le decorazioni in cotto vennero eseguite dalla ditta Carlo Candiani & C. di Milano.
L'incendio provocato dal bombardamento aereo dell'agosto del 1943 provocò gravissimi danni all'edificio che nel dopoguerra venne ricostruito seguendo il progetto originario. Nel 1952 terminarono i lavori strutturali sotto la direzione dell'architetto Egizio Nichelli, consentendo al Museo di riaprire parzialmente le sale espositive al pubblico, mentre gli interventi sulle parti decorative, sulle statue e sui pinnacoli della copertura si conclusero quattro anni più tardi.
Nel 2013 le facciate sono state oggetto di un completo restauro conservativo.
Presso il Museo di storia naturale di Milano sono esposte alcune rarità come una delle 10 più grandi Tridacne (Tridacna gigas) del mondo, il celebre fossile dello Scipionyx samniticus , il "baby-dinosauro" chiamato "Ciro".
Il Museo di storia naturale di Milano si è ispirato per il rinnovamento delle proprie esposizioni ad importanti Musei di Storia naturale tra cui l'American Museum of Natural History di New York per la realizzazione dei propri diorami.

## Direttori del museo

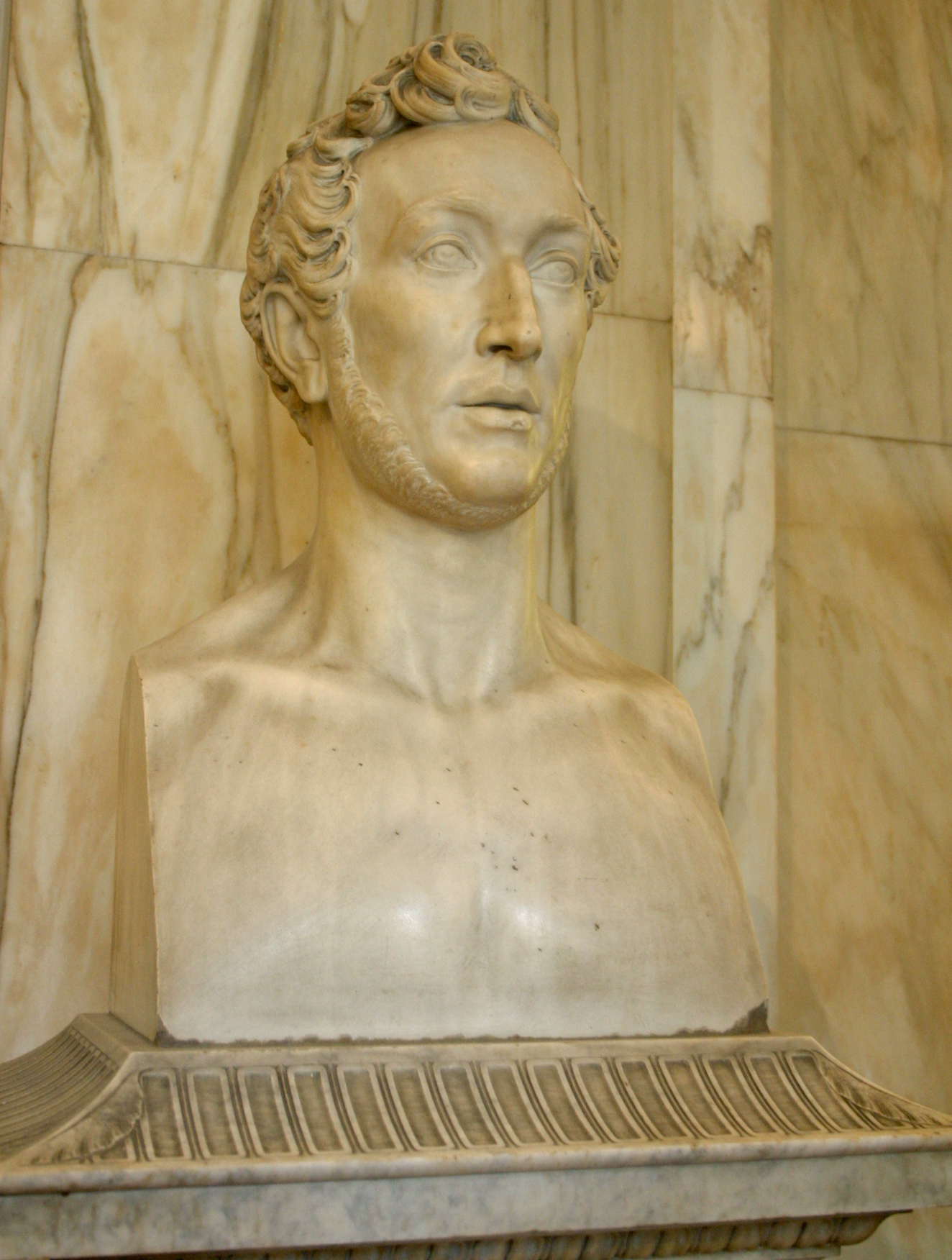
Busto del cofondatore Giuseppe De Cristoforis, collocato ai piedi della scalinata che porta al primo piano

| periodo            | Direttore        | note                                                                              |
| ------------------ | ---------------- | --------------------------------------------------------------------------------- |
| dal 1838 al 1866   | Giorgio Jan      | naturalista                                                                       |
| dal 1866 al 1882   | Emilio Cornalia  | zoologo e paleontologo                                                            |
| dal 1882 al 1891   | Antonio Stoppani | geologo e paleontologo                                                            |
| dal 1892 al 1911   | Tito Vignoli     | filosofo e antropologo                                                            |
| dal 1911 al 1927   | Ettore Artini    | petrografo e mineralogista, direttore della sezione di Mineralogia dal 1893       |
| dal 1928 al 1951   | Bruno Parisi     | zoologo, direttore della sezione di Zoologia dal 1921                             |
| dal 1951 al 1964   | Edgardo Moltoni  | ornitologo, conservatore della Collezione ornitologica Turati dal 1922 al 1951    |
| dal 1964 al 1981   | Cesare Conci     | entomologo, conservatore della sezione di Zoologia dal 1957 al 1964               |
| dal 1981 al 1994   | Giovanni Pinna   | paleontologo, conservatore della sezione Geologia e Paleontologia dal 1964        |
| dal 1994 al 2001   | Luigi Cagnolaro  | zoologo, conservatore della sezione di Zoologia dei vertebrati dal 1962           |
| dal 2001 al 2010   | Enrico Banfi     | botanico, conservatore della sezione di Botanica dal 1976                         |
| dal 2010 al 2012   | Mauro Mariani    | malacologo, biologo marino, già Direttore dell'acquario civico di Milano dal 1988 |
| dal 2012 - attuale | Domenico Piraina |                                                                                   |

## Sistemazione attuale
Il museo è costituito da 23 saloni d'esposizione distribuiti su circa 5.500 m², articolati su due piani e un sottotetto, e preserva quasi tre milioni di pezzi. Possiede inoltre 83 diorami (il primo è stato realizzato nel 1965 e contiene un anaconda tassidermizzata) dei principali ambienti naturali del mondo che costituiscono la maggiore esposizione in Italia.
Al piano rialzato a una sala introduttiva che delinea la storia del museo, segue una zona illustrante le Scienze della terra con la sezione dedicata alla mineralogia, quelle sulla paleontologia e sull'origine ed evoluzione dei vegetali, degli invertebrati, e dei vertebrati, inclusa una sala con esposti scheletri di dinosauri e una ricostruzione in grandezza naturale di un triceratopo, il calco di un tirannosauro e gli scheletri originali di un allosauro e di un griposauro e si conclude con una sala sulla storia naturale dell'uomo. Altre due sale presentano gli invertebrati, i molluschi, gli artropodi e gli insetti attualmente viventi sulla Terra.
Le sale del primo piano sono per la maggior parte dedicate alla zoologia e alla presentazione dei principali ambienti naturali (ecosistemi marini; foreste e ambienti umidi tropicali; foreste temperate, taiga e montagne; ambienti artici e antartici e mammiferi marini; savane, praterie e deserti) con grandi diorami. L'esposizione si conclude con tre sale che descrivono gli ambienti, i parchi e le riserve naturali italiane; infine nel sottotetto sono in mostra una serie di piccoli diorami riproducenti dettagli degli ambienti naturali.
La biblioteca del museo è aperta al pubblico e nel 2015 è stata completata dall'assorbimento della Biblioteca dell'Acquario Civico.

## Galleria d'immagini

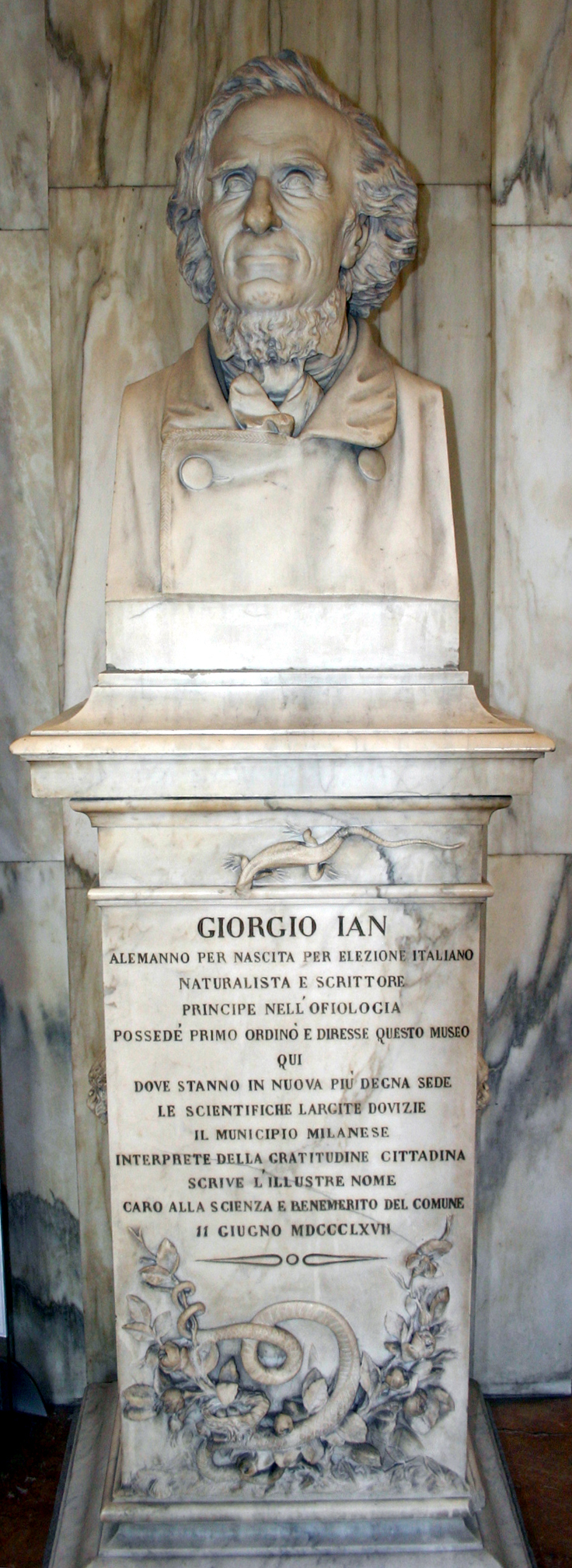
Monumento a Giorgio Jan.
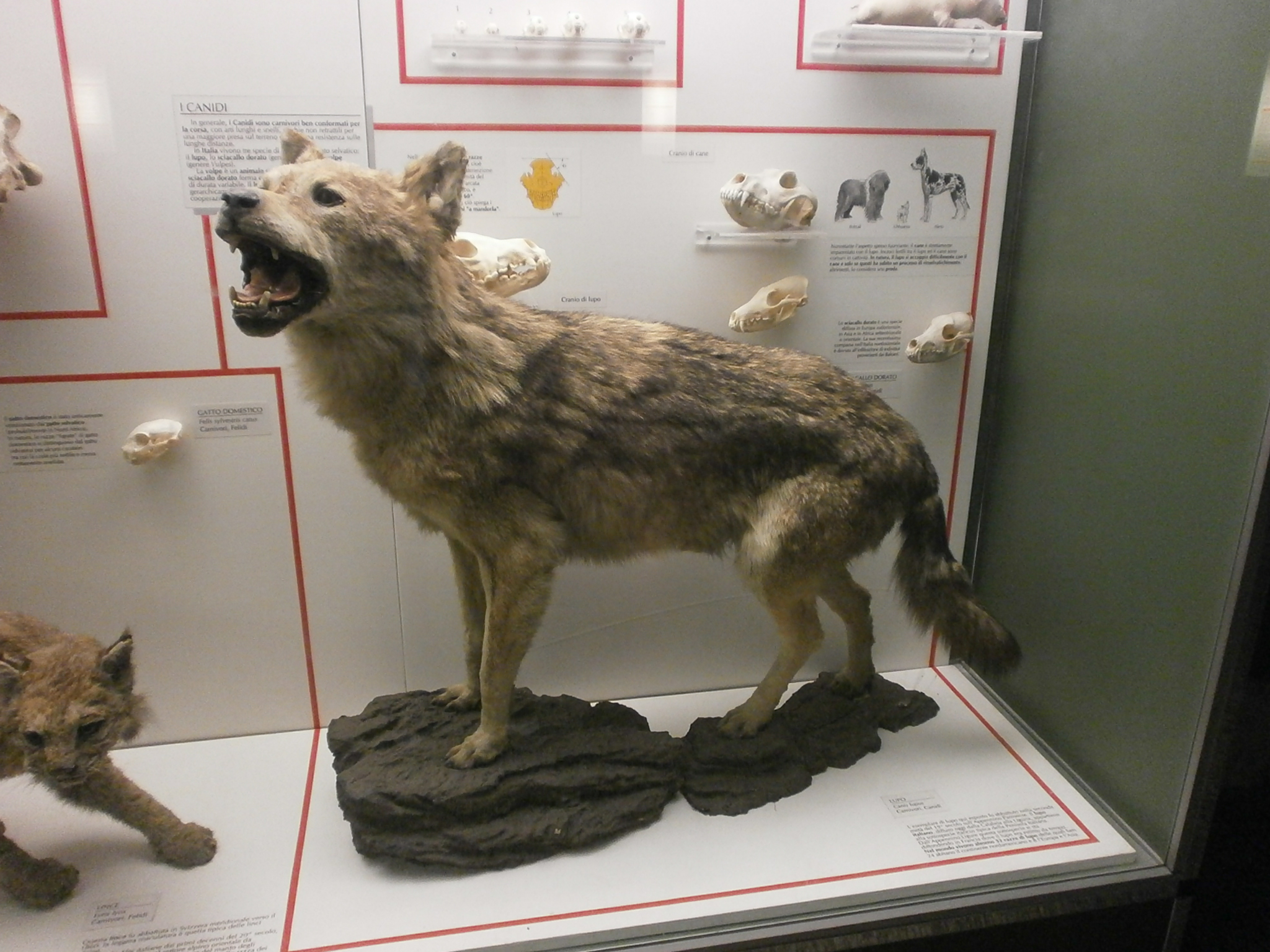
Lupo tassidermizzato.
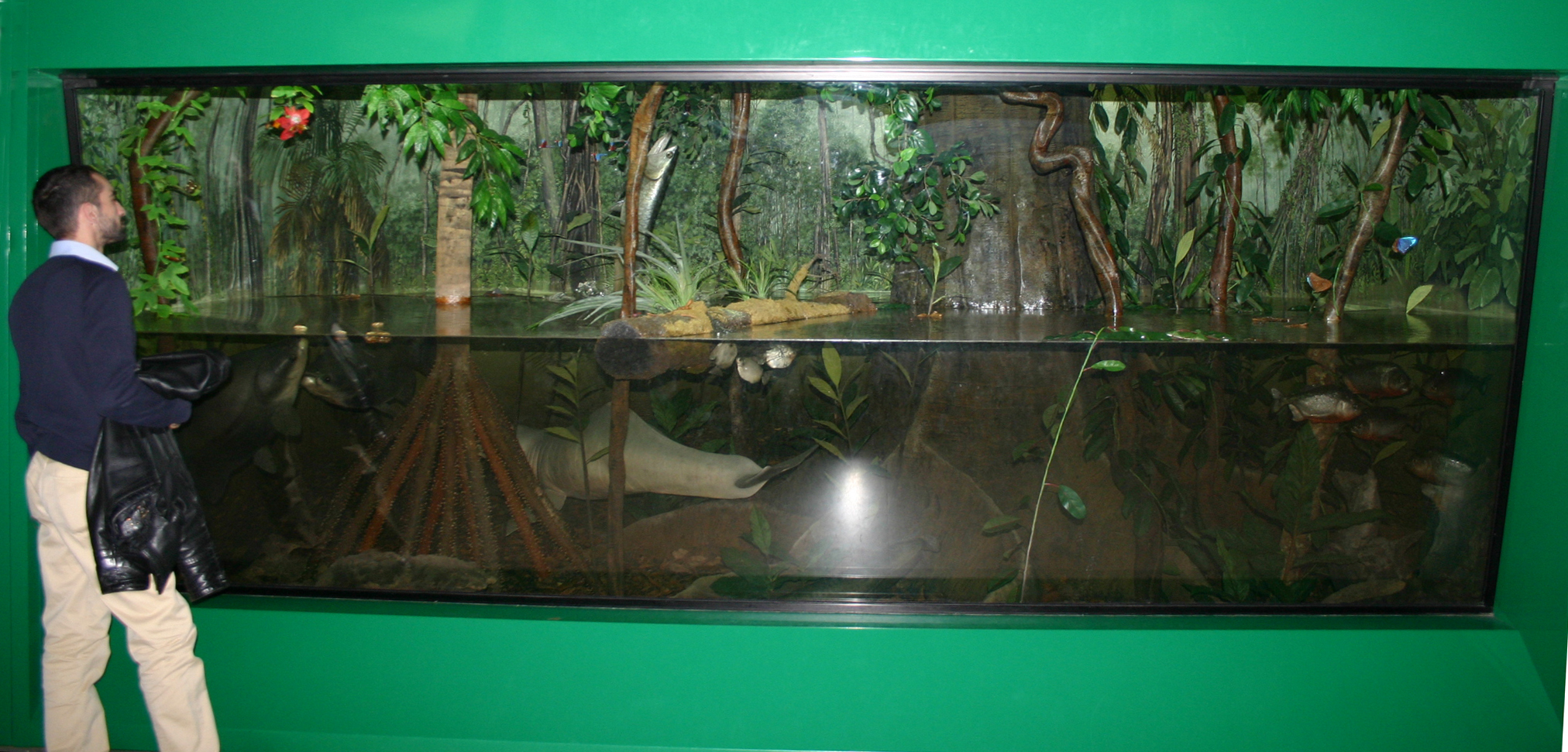
Diorama della foresta amazzonica inondata.
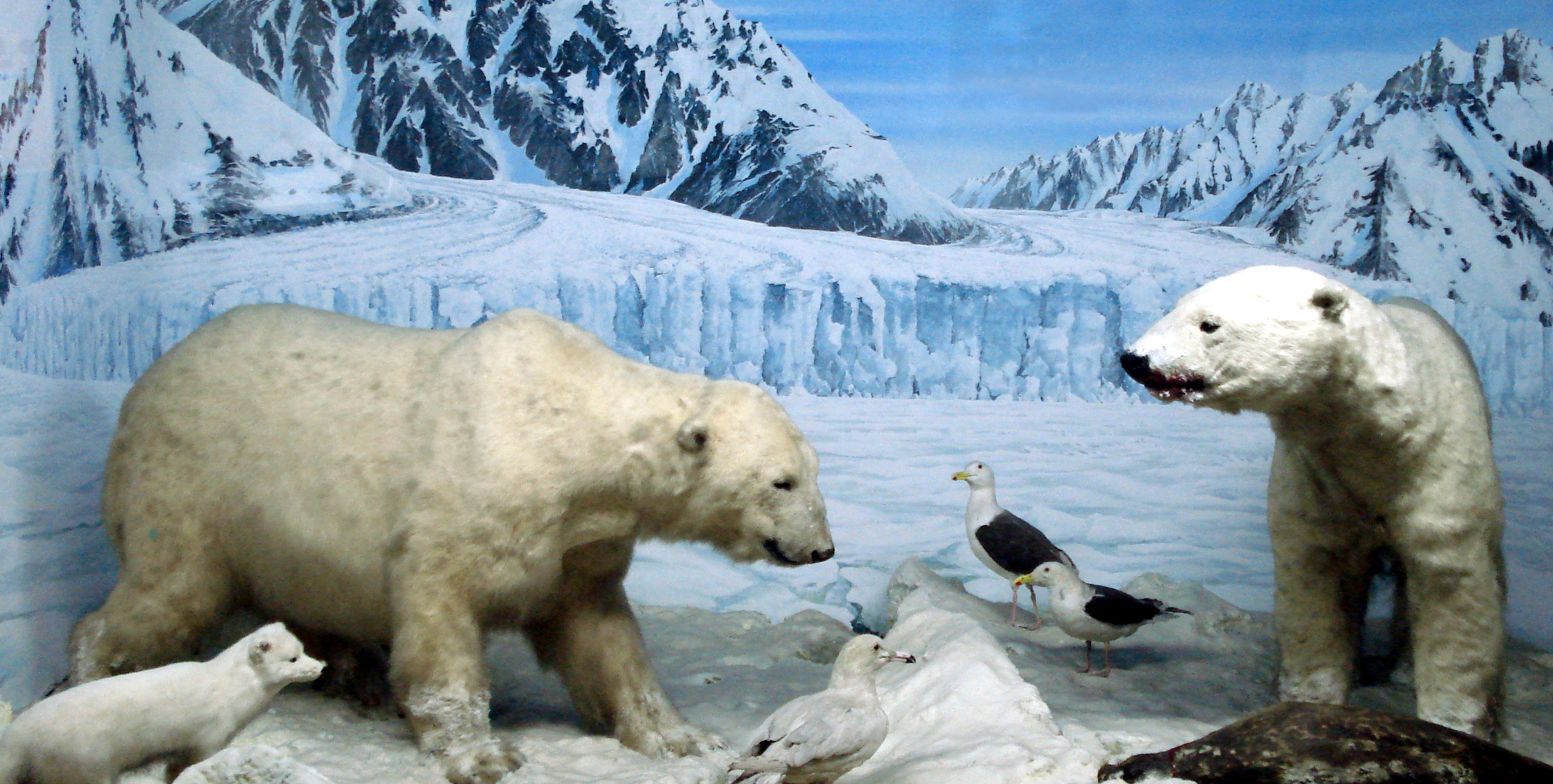
Diorama con orsi polari.
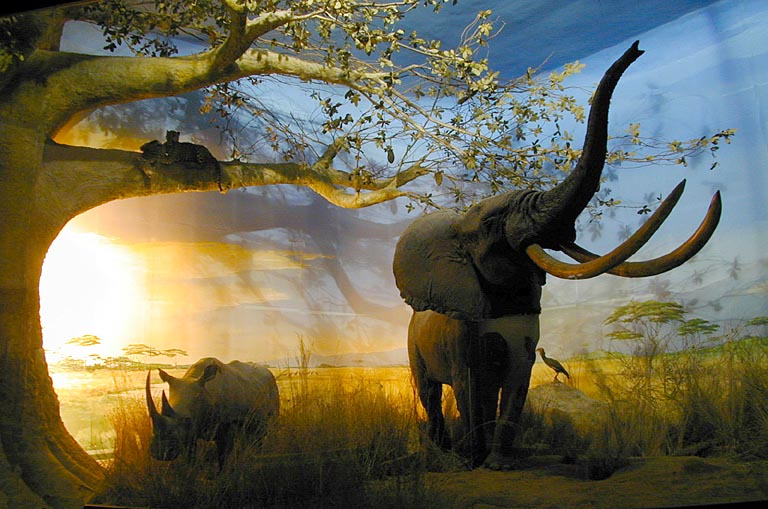
Diorama della savana africana, con leopardi, rinoceronte ed elefante.
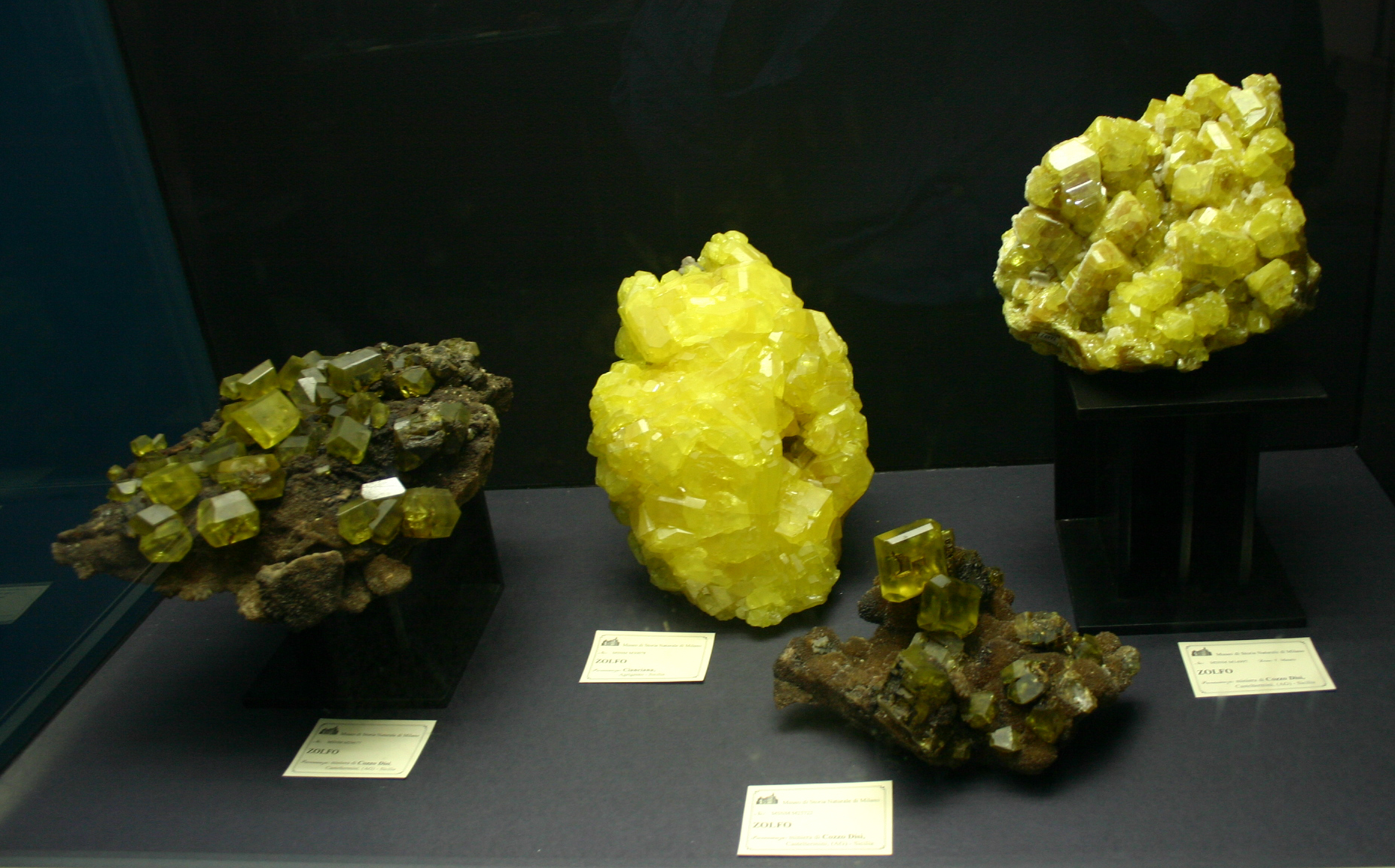
Vetrina con minerali di zolfo.
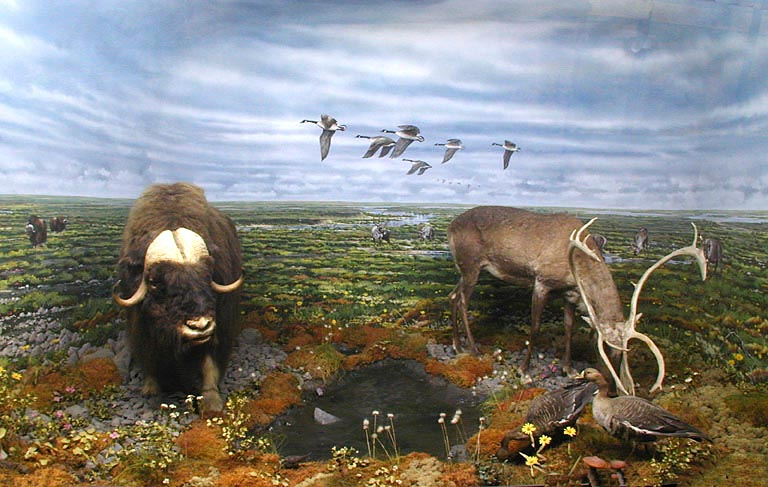
Diorama rappresentante un bue muschiato e un caribù
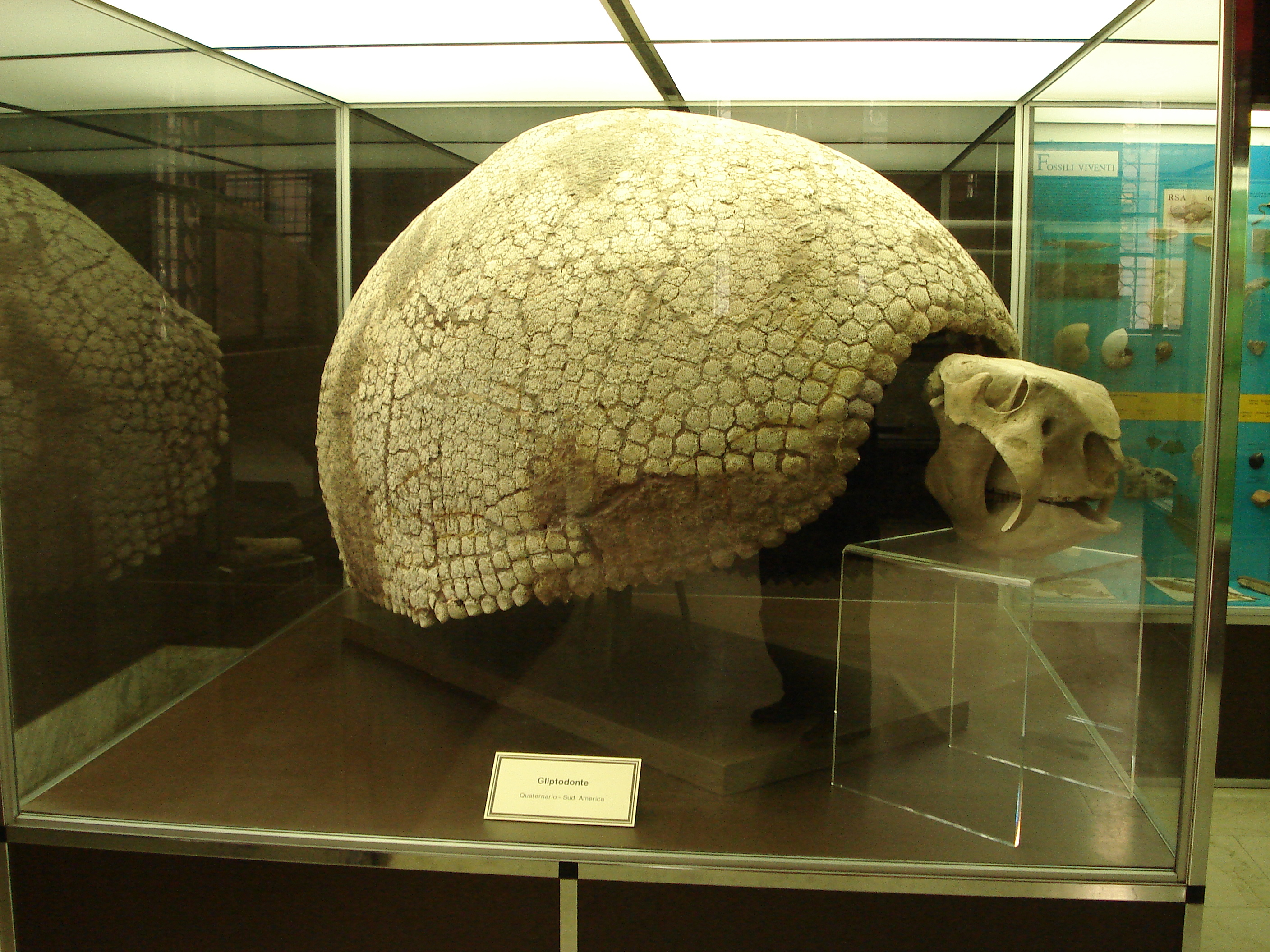
Vetrina con reperto paleontologico (Glyptodon).
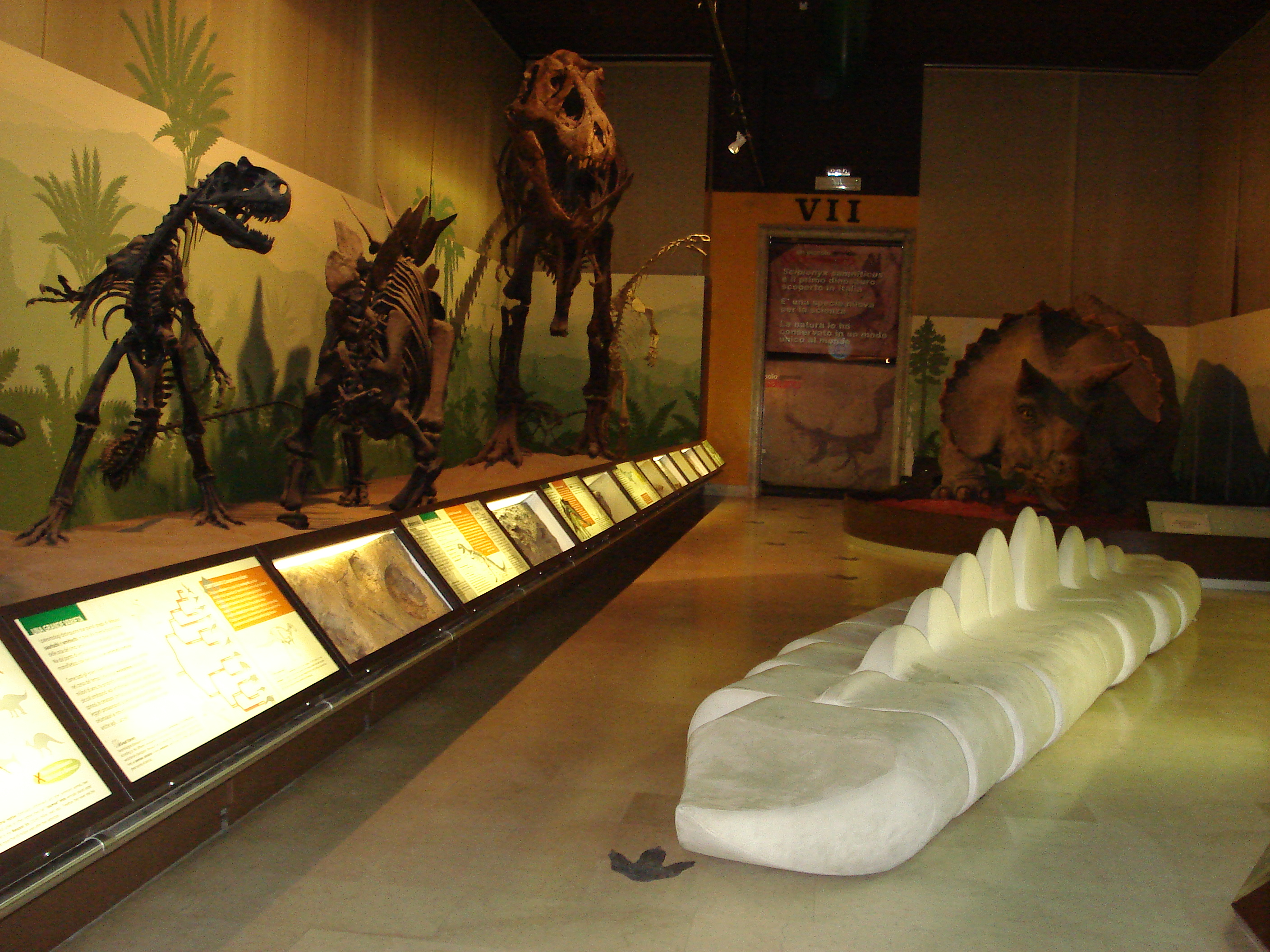
Sala dei dinosauri. Si possono notare da sinistra a destra: Allosaurus, Stegosaurus e Tyrannosaurus.
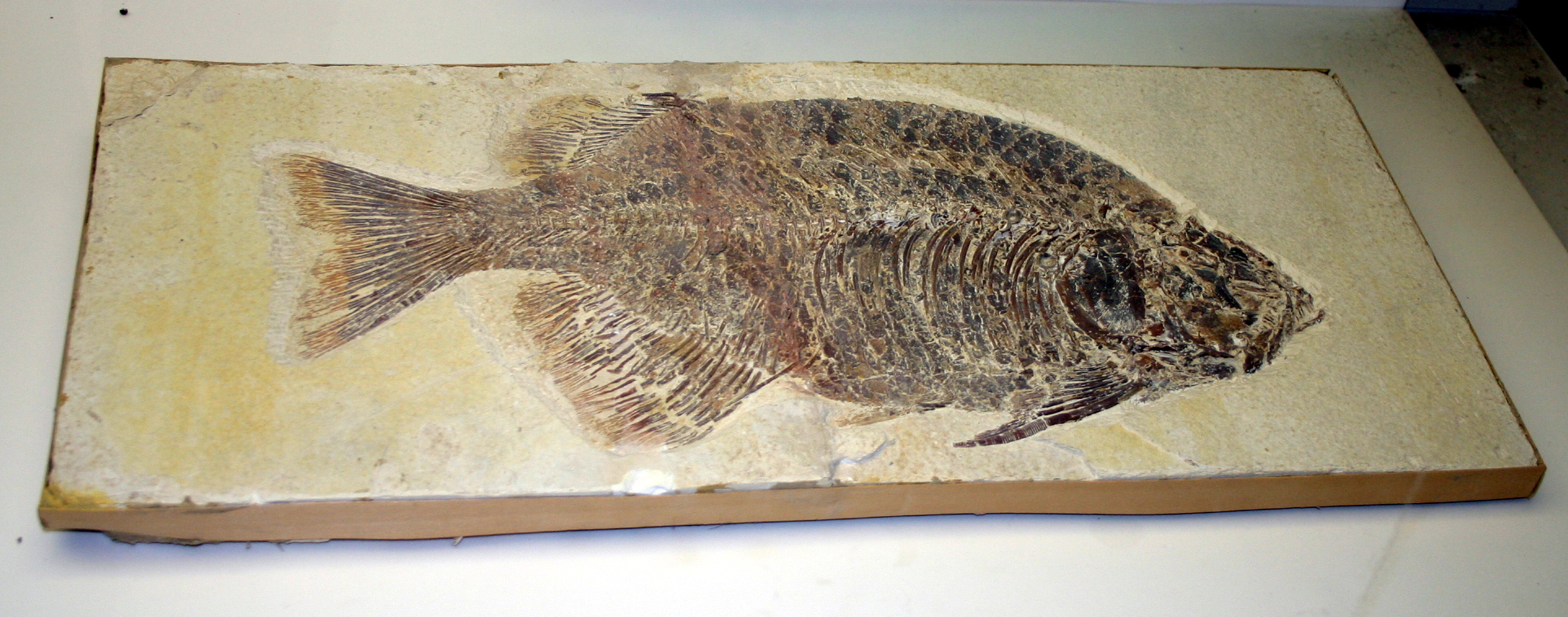
Fossile di pesce (Phareodus testis).
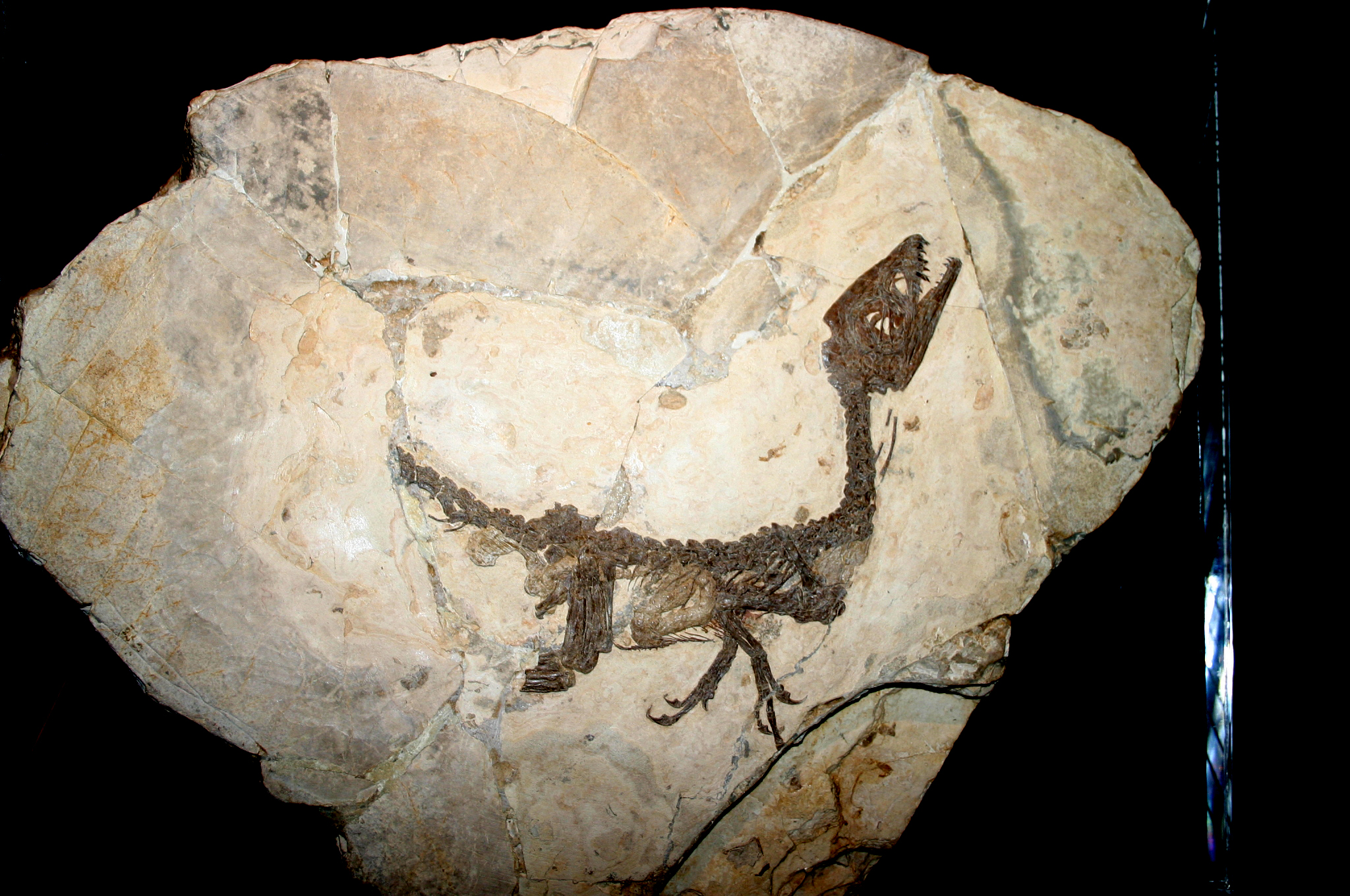
Il celebre fossile dello Scipionyx samniticus (il "baby-dinosauro", descritto dagli studiosi del museo, nel museo è esposto un calco).
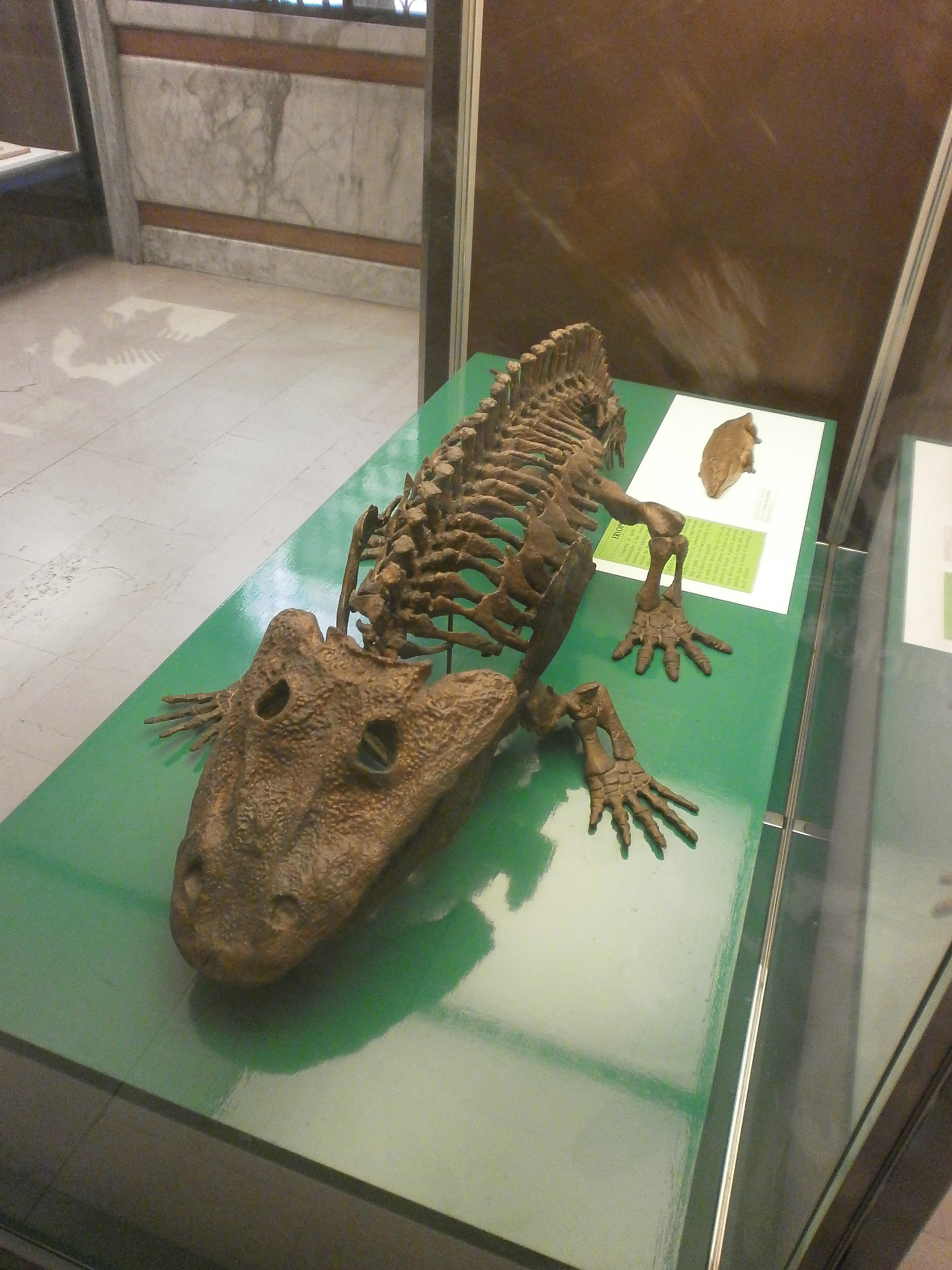
Fossile di Eryops megacephalus.
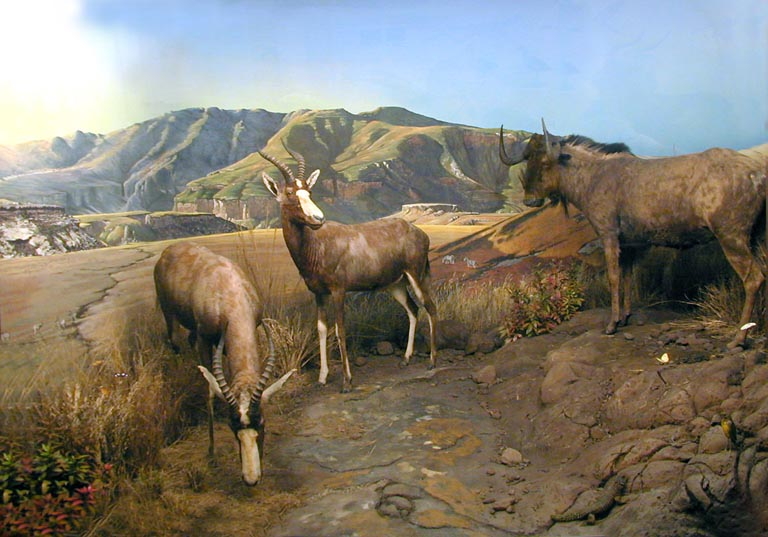
Diorama rappresentante due damalischi dalla fronte bianca e uno gnu dalla coda bianca.
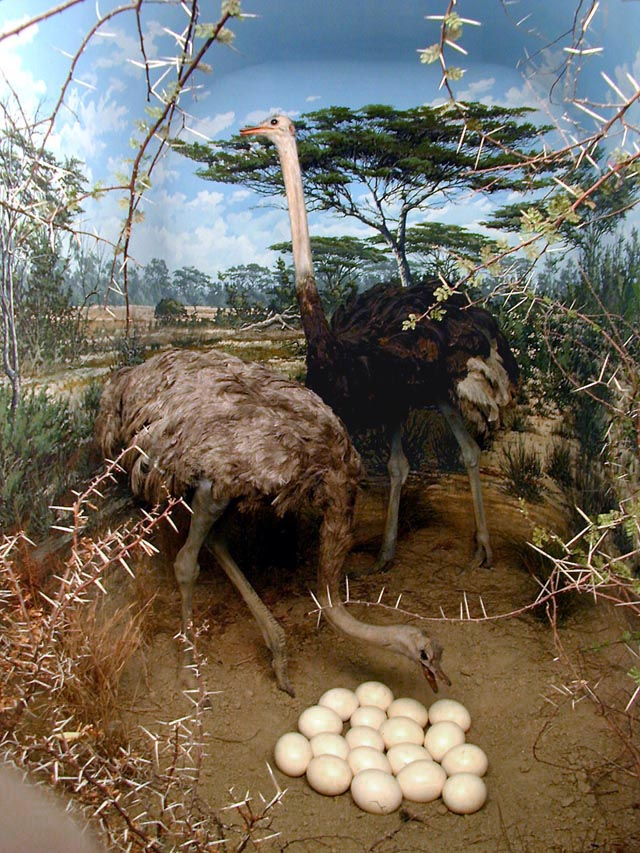
Diorama rappresentante due struzzi.
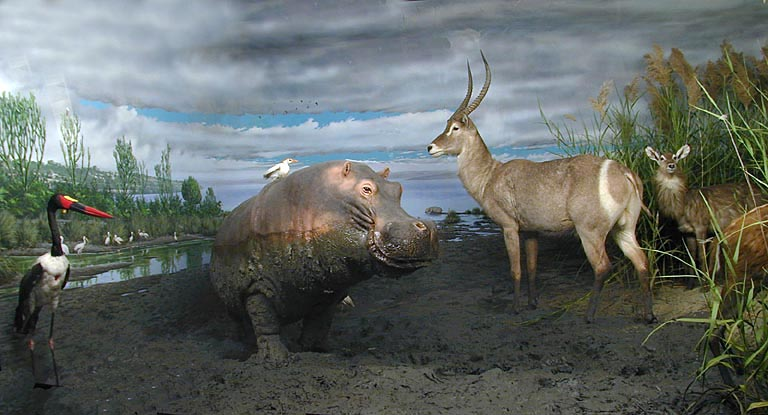
Ippopotamo in canneto.
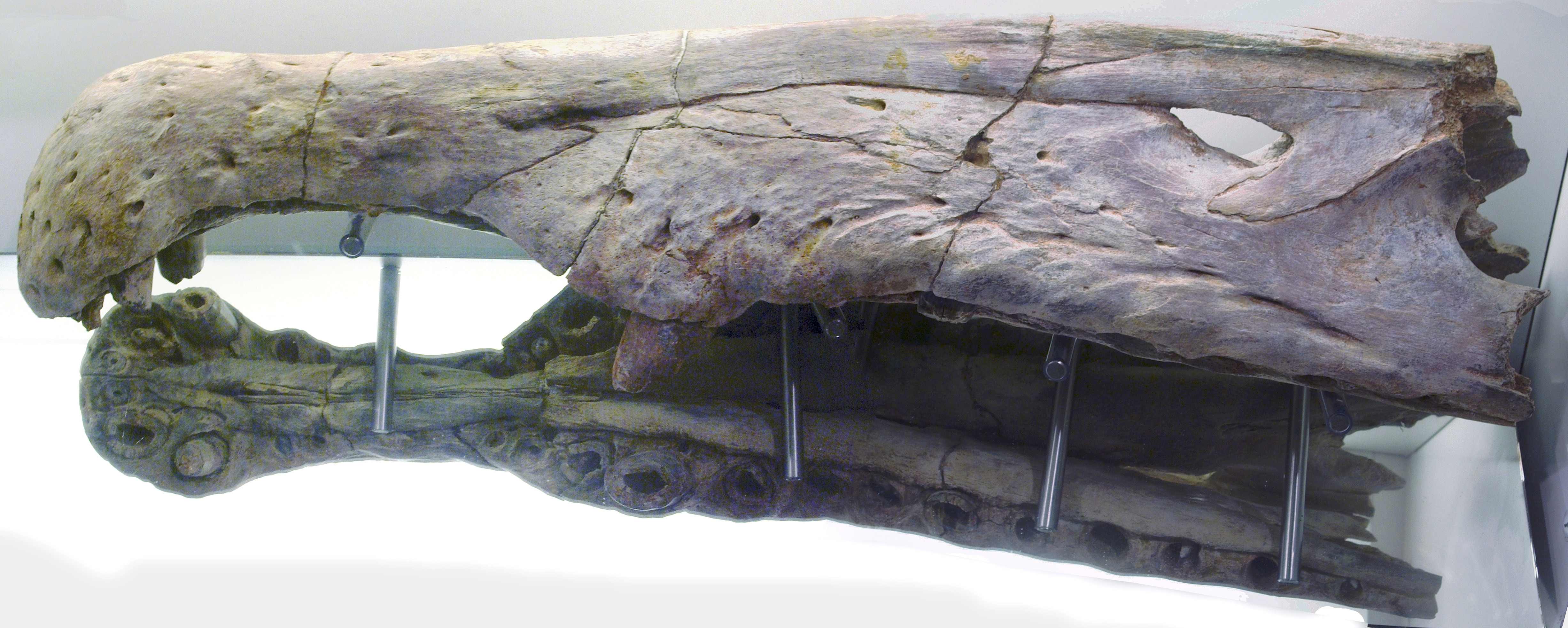
Cranio di Spinosaurus
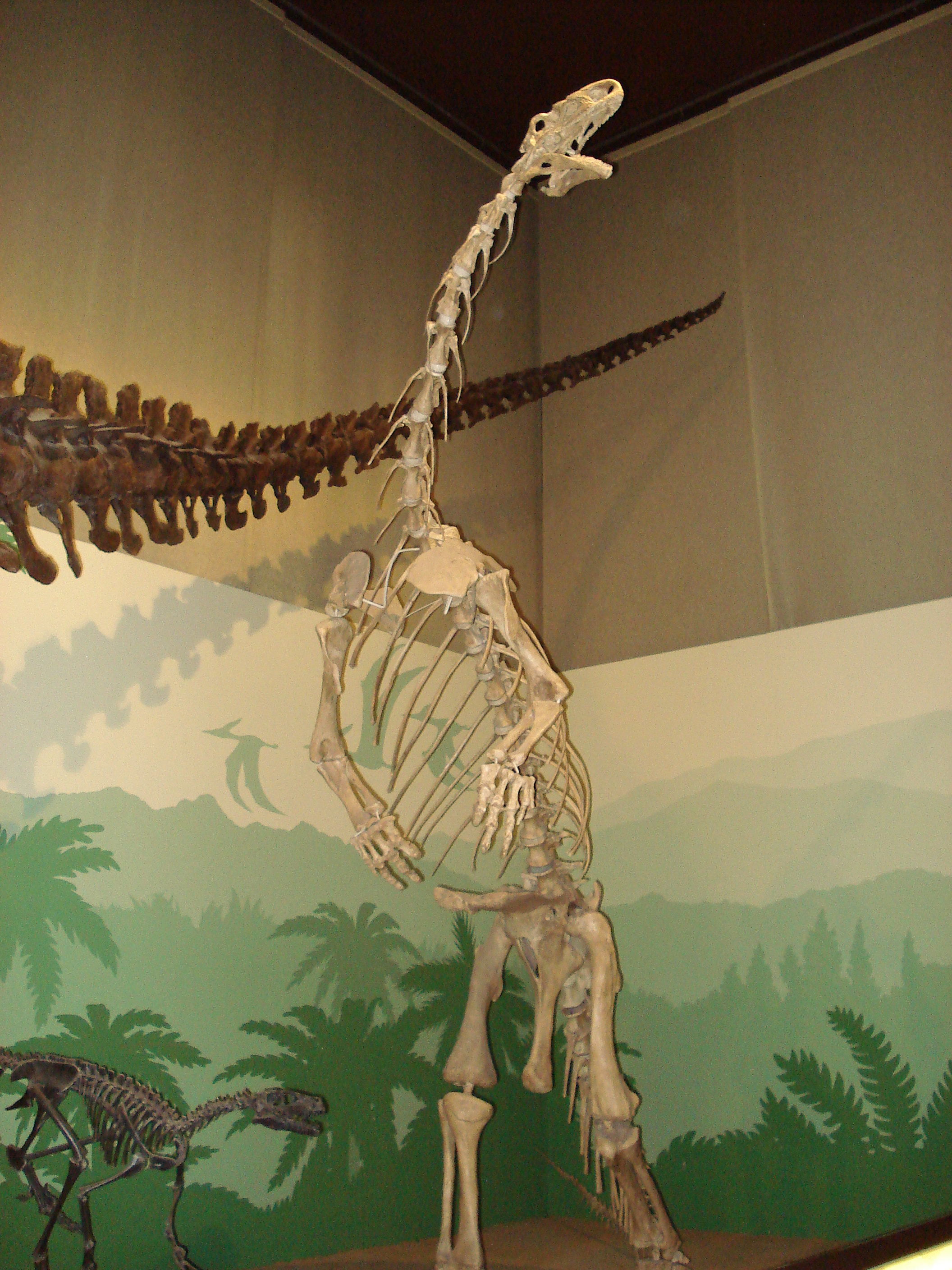
Scheletro di Plateosaurus